# Tabliega
Tabliega es una localidad situada en la provincia de Burgos, comunidad autónoma de Castilla y León (España), comarca de Las Merindades, partido judicial de Villarcayo, ayuntamiento de Junta de Traslaloma.

## Geografía
Situado 8 km  al oeste de  Castrobarto ,  capital del municipio;  18  de Villarcayo, cabeza de partido, y  90 de Burgos. 
Autobús Burgos-Bilbao (por pueblos) en Quintanilla de Pienza , a 2.5 km.

## Situación administrativa
En las elecciones locales del 28 de mayo de 2023 correspondientes a esta entidad local menor  fue elegida alcaldesa María Pilar Díaz López del Partido Popular.

## Demografía
En el censo de 2007 contaba con 13 habitantes.

## Historia
Lugar   de la Junta de Traslaloma en la  Merindad de Losa perteneciente al  Corregimiento de las Merindades de Castilla la Vieja,  jurisdicción de realengo con   regidor  pedáneo.
A la caída del Antiguo Régimen queda agregado al ayuntamiento constitucional   de Junta de Traslaloma , en el partido de Villarcayo perteneciente a la región de  Castilla la Vieja.

## Parroquia
Iglesia de San Andrés Apóstol, de estilo románico siglo XI y policromía gótica y dependiente de la parroquia de Santa Cruz de Medina de Pomar en el Arciprestazgo de Merindades , Archidiócesis de Burgos.
La cual celebró, mil años, en 2023.